# 朽木経氏
朽木 経氏（くつき つねうじ）は、鎌倉時代末期から南北朝時代初期の武将。

## 経歴
父の代から足利尊氏に属した。元徳2年（1330年）平姓池氏・河内顕盛の養子となり、丹後倉橋郷・武蔵、相模鎌倉郡などの所領を譲られる。延元3年/建武5年（1338年）1月、美濃黒血に要害を築き、近江・越前を転戦し、傷を負う。正平6年/観応2年（1351年）足利尊氏から備前野田保地頭職を安堵され、足利義詮方につき、山城・河内などで南朝方と戦った。正平18年/貞治2年（1363年）6月以前に没した。